# International Lawn Tennis Challenge 1909
Der International Lawn Tennis Challenge 1909 war die 9. Ausgabe des Wettbewerbs für Herrennationalmannschaften im Tennis. Das vom 27. bis 30. November ausgetragene Finale in Sydney gewann Titelverteidiger Australasien gegen Herausforderer USA, und sicherte sich damit zum dritten Mal in Folge den Titel.

## Die Mannschaften
Wie bereits im vergangenen Jahr traten lediglich Vertreter die folgenden beiden Länder um ein Finalticket gegen den Titelverteidiger an:
| - USA - Britische Inseln |

## Ergebnis
| Datum      | Heimmannschaft | Ergebnis | Gastmannschaft   | Ort                                         | Belag |
| ---------- | -------------- | -------- | ---------------- | ------------------------------------------- | ----- |
| 11.–14.09. | USA            | 5:0      | Britische Inseln | Germantown Cricket Club, Philadelphia (USA) | Rasen |

## Finale
Titelverteidiger Australasien musste in der Begegnung lediglich einen Satz im bereits bedeutungslosen fünften Spiel abgeben.
| Australasia                                                | Finale | USA                                                                 |
| ---------------------------------------------------------- | --- | ------------------------------------------------------------------- |
| Team Norman Brookes Anthony Wilding Kapitän Norman Brookes | Datum: 27. bis 30. November 1909 Ort: Double Bay Grounds, Sydney (Australien) Belag: Rasen \| Norman Brookes \| 6:2, 6:2, 6:4 \| Maurice McLoughlin \| \| Anthony Wilding \| 6:2, 7:5, 6:1 \| Melville H. Long \| \| Norman Brookes Anthony Wilding \| 12:10, 9:7, 6:3 \| Melville H. Long Maurice McLoughlin \| \| Norman Brookes \| 6:4, 7:5, 8:6 \| Melville H. Long \| \| Anthony Wilding \| 3:6, 8:6, 6:2, 6:3 \| Maurice McLoughlin \| Resultat: 5:0 | Team Maurice McLoughlin Melville H. Long Kapitän Maurice McLoughlin |
| Norman Brookes                                             | 6:2, 6:2, 6:4 | Maurice McLoughlin                                                  |
| Anthony Wilding                                            | 6:2, 7:5, 6:1 | Melville H. Long                                                    |
| Norman Brookes Anthony Wilding                             | 12:10, 9:7, 6:3 | Melville H. Long Maurice McLoughlin                                 |
| Norman Brookes                                             | 6:4, 7:5, 8:6 | Melville H. Long                                                    |
| Anthony Wilding                                            | 3:6, 8:6, 6:2, 6:3 | Maurice McLoughlin                                                  |